# Ле-Парк (кантон)

Кантон Парк в составе округа

Ле-Парк (фр. Le Parcq) — упраздненный кантон во Франции, регион Нор-Па-де-Кале, департамент Па-де-Кале. Входил в состав округа Монтрёй.
В состав кантона входили коммуны (население по данным Национального института статистики за 2009 г.):
- Азенкур (302 чел.)
- Беаланкур (114 чел.)
- Бланжи-сюр-Тернуаз (738 чел.)
- Бленжель (111 чел.)
- Вай (272 чел.)
- Вакерьетт-Эркьер (247 чел.)
- Вамен (249 чел.)
- Вильман (175 чел.)
- Вьей-Эден (373 чел.)
- Галамец (177 чел.)
- Гриньи (299 чел.)
- Ле-Кенуа-ан-Артуа (357 чел.)
- Ле-Парк (785 чел.)
- Мезонсель (116 чел.)
- Нелетт (18 чел.)
- Нуайель-лез-Юмьер (62 чел.)
- Оши-ле-Эден (1 714 чел.)
- Ролланкур (353 чел.)
- Сен-Жорж (301 чел.)
- Трамекур (56 чел.)
- Фийевр (523 чел.)
- Френуа (77 чел.)
- Эклимё (161 чел.)
- Энкур (75 чел.)

## Экономика
Структура занятости населения:
- сельское хозяйство — 15,3 %
- промышленность — 22,9 %
- строительство — 9,4 %
- торговля, транспорт и сфера услуг — 28,1 %
- государственные и муниципальные службы — 24,3 %

## Политика
На президентских выборах 2012 г. жители кантона отдали Николя Саркози в 1-м туре 31,0 % голосов против 25,4 % у Франсуа Олланда и 23,0 % у Марин Ле Пен, во 2-м туре в кантоне победил Саркози, получивший 53,3 % голосов (2007 г. 1 тур: Саркози — 31,8 %, Сеголен Руаяль — 22,0 %; 2 тур: Саркози — 55,3 %). На выборах в Национальное собрание в 2012 г. по 4-му избирательному округу департамента Па-де-Кале они поддержали действующего депутата, кандидата партии Союз за народное движение Даниеля Факеля, набравшего 42,5 % голосов в 1-м туре и 54,7 % — во 2-м туре. (2007 г. 3-й округ. 1-й тур: Элен Манье (СНД) — 38,5 %, 2-й тур: Жан-Клод Леруа (СП) — 50,6 %). На региональных выборах 2010 года в 1-м туре победил список социалистов, собравший 29,4 % голосов против 23,4 % у списка «правых» и 20,9 % у Национального фронта. Во 2-м туре единый «левый список» с участием социалистов, коммунистов и «зелёных» во главе с Президентом регионального совета Нор-Па-де-Кале Даниэлем Першероном получил 42,9 % голосов, «правый» список во главе с сенатором Валери Летар занял второе место с 32,5 %, а Национальный фронт Марин Ле Пен с 24,6 % финишировал третьим.
|  | Кандидат          | Партия        | % голосов |
|  | ----------------- | ------------- | --------- |
|  | Жан-Клод Дарк     | Правые партии | 59,12     |
|  | Бернар-Мари Дюпон | Левые партии  | 40,88     |

|  | Кандидат      | Партия        | % голосов |
|  | ------------- | ------------- | --------- |
|  | Жан-Клод Дарк | Правые партии | 52,01     |
|  | Луи Мажер     | Левые партии  | 47,99     |